# Century Pacific Food
Century Pacific Food, Inc. — филиппинская продовольственная компания со штаб-квартирой в Пасиге. Компания была основана в 2013 году Рикардо По-старшим.

## История
25 октября 2013 года Century Pacific Food, Inc. была зарегистрирована как дочерняя компания Century Pacific Group, Inc. (ранее Century Canning Corporation, предшественника компании) для консолидации портфеля предприятий пищевой промышленности Century Pacific Group, Inc. Она была зарегистрирована на Филиппинской фондовой бирже 6 мая 2014 года. Материнская компания Century Pacific Group, Inc. была основана Рикардо По-старшим (1931–2021) 12 декабря 1978 года как Century Canning Corporation, основным видом деятельности которой была дистрибуция и продажа консервированной и переработанной рыбной продукции, полученной из тунца, сардин и молочной рыбы.

## Бренды
- 555
- Angel
- Argentina
- Birch Tree
- Blue Bay
- Century Quality
- Century Tuna
- Choco Hero
- Coco Mama
- Fresca
- Goodest[3]
- Home Pride
- Hunt's[4][5] — по лицензии американской компании Conagra Brands
- Kaffe de Oro
- Ligo[6]
- Lucky 7
- Proteus
- Shanghai
- Swift
- unCheese
- unMeat
- Vita Coco[7][8] — распределение
- Wow

## Дочерние компании
- General Tuna Corporation
- Snow Mountain Dairy Corporation
- Allforward Warehousing, Inc.
- Century Pacific Agricultural Ventures, Inc.
- Century Pacific Seacrest, Inc.
- Century Pacific Food Packaging Ventures, Inc.
- Centennial Global Corporation
- Cindena Resources Limited
- Century (Shanghai) Trading Company Limited
- Century International (China) Company Limited
- Century Pacific North America Enterprises, Inc.

## Разделение
- RSPo Foundation, Inc.